# العلاقات الباهاماسية المصرية
العلاقات الباهاماسية المصرية هي العلاقات الثنائية التي تجمع بين باهاماس ومصر.

## مقارنة بين البلدين
هذه مقارنة عامة ومرجعية للدولتين:
| وجه المقارنة                                              | باهاماس      | مصر           |
| --------------------------------------------------------- | ------------ | ------------- |
| المساحة (كم2)                                             | 13.88 ألف    | 1.01 مليون    |
| عدد السكان (نسمة)                                         | 395.36 ألف   | 94.80 مليون   |
| الكثافة السكانية (ن./كم²)                                 | 28.48        | 93.86         |
| العاصمة                                                   | ناساو        | القاهرة       |
| اللغة الرسمية                                             | لغة إنجليزية | اللغة العربية |
| العملة                                                    | دولار بهامي  | جنيه مصري     |
| الناتج المحلي الإجمالي (بليون دولار)                      | 12.16 مليار  | 235.37 مليار  |
| الناتج المحلي الإجمالي (تعادل القوة الشرائية) بليون دولار | 8.92 مليار   | 998.67 مليار  |
| الناتج المحلي الإجمالي الاسمي للفرد دولار أمريكي          | 22.82 ألف    | 3.61 ألف      |
| الناتج المحلي الإجمالي للفرد دولار أمريكي                 |              |               |
| مؤشر التنمية البشرية                                      | 0.790        | 0.690         |
| رمز المكالمات الدولي                                      | +1242        | +20           |
| رمز الإنترنت                                              | .bs          | .eg، .مصر     |
| المنطقة الزمنية                                           | 00           | ت ع م+02:00   |

## منظمات دولية مشتركة
يشترك البلدان في عضوية مجموعة من المنظمات الدولية، منها:
| علم المنظمة | اسم المنظمة                               | تاريخ انضمام باهاماس | تاريخ انضمام مصر |
| ----------- | ----------------------------------------- | -------------------- | ---------------- |
|             | مؤسسة التنمية الدولية                     | 23 يونيو 2008        | 26 أكتوبر 1960   |
|             | يونسكو                                    | 23 أبريل 1981        | 22 يناير 1947    |
|             | وكالة ضمان الاستثمار متعدد الأطراف        | 4 أكتوبر 1994        | 12 أبريل 1988    |
|             | الأمم المتحدة                             | 18 سبتمبر 1973       | 24 أكتوبر 1945   |
|             | الفريق المعني برصد الأرض                  | ?                    | فبراير 2005      |
|             | الاتحاد البريدي العالمي                   | ?                    | ?                |
|             | البنك الدولي للإنشاء والتعمير             | 21 أغسطس 1973        | 27 ديسمبر 1945   |
|             | الاتحاد الدولي للاتصالات                  | 19 أغسطس 1974        | 9 ديسمبر 1876    |
|             | مؤسسة التمويل الدولية                     | 8 ديسمبر 1986        | 20 يوليو 1956    |
|             | المركز الدولي لتسوية المنازعات الاستشارية | 18 نوفمبر 1995       | 2 يونيو 1972     |
|             | منظمة الشرطة الجنائية الدولية             | ?                    | 7 سبتمبر 1923    |

## وصلات خارجية
- موقع وزارة الخارجية المصرية